# Jean Soanen
Jean Soanen, né à Riom, le 6 janvier 1647 et mort le 25 décembre 1740, est un prédicateur oratorien et évêque de Senez, suspendu par le concile provincial d'Embrun, à cause de son opposition à la bulle Unigenitus de Clément XI (1713) condamnant cent une propositions de l'ouvrage Nouveau Testament en français avec des Réflexions Morales sur chaque verset de Pasquier Quesnel, qui développait des thèses jansénistes.

## Biographie
Il est le fils de Gilberte Sirmond et de Mathieu Soanen. Il est le petit-neveu du père Sirmond, confesseur de Louis XIII, mais aussi le neveu de Jean Sirmond (1589-1649), homme de lettres, et d'Antoine Sirmond (1591-1643), théologien jésuite. 
Son père, Mathieu Soanen, consul de Riom et procureur au présidial de la même ville est mis en prison pour ne pas avoir dépouillé les pauvres et condamné à payer de ses propres deniers à la place des taillables défaillants. (source?).
Formé par le collège oratorien de sa ville, il est reçu, malgré les propositions des Jésuites de Billom, le 24 novembre 1661 à l'Oratoire de Paris où le père Pasquier Quesnel devient son confesseur. De 1663 à 1664, il poursuit ses études au collège de Troyes où il devient ensuite professeur d’humanités ainsi que successivement dans le Forez, à Beaune, à Dieppe où il reçoit la prêtrise,  et à Riom vers 1672. En 1676, il est envoyé à Vienne afin d'établir le séminaire de l'Oratoire.

### L’un des «quatre évangélistes»
Soanen est considéré comme l’un des quatre prédicateurs les plus distingués de l’Oratoire avec Honoré de Quiqueran de Beaujeu, Mathieu Hubert et Pompone Guibert : prédications à Lyon 1679, Orléans 1682, Paris 1683 (à Saint-Benoit ainsi que l'oraison funèbre de la reine Marie-Thérèse à Saint-Honoré), 1684 (Saint-André-des-Arts), 1685 (Notre-Dame), à la Cour pour le carême en 1686 et en 1688, aux religieuses de Saint-Thomas pour l’Avent de 1691. Fénelon le cite comme un modèle dans ses « Dialogues sur l’éloquence ». 
Assez rigoriste, il prêche notamment contre les spectacles. Bien que de sympathie janséniste, il est apprécié par Louis XIV qui le surnomme « la trompette du ciel » et qui dit de lui, devant ses détracteurs : « Le prédicateur a fait son devoir, à nous de faire le nôtre ».
Député du roi à l’assemblée de l’Oratoire en 1690, il intervient contre le supérieur, le père Abel de Sainte-Marthe, accusé de « jansénisme ».
M. Laurent note cependant une ombre : « Lors de recherches sur les miracles du diacre Pâris et divers convulsionnaires liés au diacre ou à Soanen, j’ai découvert la bien triste affaire du sieur Troin dit Delisle qui prétendait avoir trouvé la pierre philosophale et dont les expériences dans le diocèse de Senez trouvaient un écho favorable auprès de Soanen qualifié dans le rapport de police d'« homme d’esprit mais d’un jugement médiocre, qui s’était duper par les manœuvres d’un misérable charlation de village : il donna… dans les jongleries des jansénistes… dans ce parcours. » » Si Soanen ne s’est pas spécialement engagé dans la lutte contre les cinq propositions et le Formulaire, il tranche néanmoins, avec le père Coqueri,  au détriment d’un confrère oratorien riomois, le père Galipaud, dont le cours sur la grâce opposait ce dernier au supérieur des Sulpiciens de Clermont.

### L’évêque du plus petit diocèse de France
Il signe le Formulaire d'Alexandre VII.  
Au grand regret du père Quesnel (« S’il devenait évêque, je prendrais congé par avance de sa petite grandeur » et d’ajouter « J’ai été son meilleur ami, et je crois que cela est fait pour toujours. Le P. Quesnel avait le goût amer des renégats à la suite de la trahison de quelques-uns de ses amis dont de Bissy l’évêque de Meaux dont le revirement et les persécutions à l’encontre des « appelants » lui procurèrent le chapeau de cardinal (cf. Gazier). »), Louis XIV nomme, le 8 septembre 1695, Jean Soanen évêque de Senez (dans les actuelles Alpes-de-Haute-Provence). Il est sacré à Paris par Louis-Antoine de Noailles le 1er juillet 1696. « Un vaste hôpital », selon Soanen qui y exerce charité et sévérité à l'égard des débauchés, suscitant des inimitiés qui se réveilleront à Embrun. Soanen poursuit ses prêches : Aix en 1698, Toulouse en 1700, Montpellier en 1701 où il se lie d’amitié avec Colbert de Croissy. En 1705, il est député à l’assemblée du Clergé. Les Jésuites tentent de le rallier en lui promettant l’archevêché de Vienne en échange d’une Instruction condamnant l’ouvrage du père Quesnel.
Tout à l’écoute de son diocèse, Soanen s’occupe peu des querelles religieuses. Mais la publication, en septembre 1713, de la bulle Unigenitus le sort de sa réserve : non seulement il s’y oppose catégoriquement mais encore il s’élève contre les projets d’Acceptation suivie d’Explications. Il est l'un des premiers signataires de l'Appel à la réunion d'un concile sur la question, avec Charles-Joachim Colbert de Croissy.

### La victime du «Brigandage» d’Embrun
Sympathisant janséniste et opposant déterminé de la bulle Unigenitus (1713), il prend la tête du mouvement de l'Appel le 1er mars 1717 avec trois autres prélats : Colbert de Croissy évêque de Montpellier, La Broue évêque de Mirepoix, Pierre de Langle évêque de Boulogne.
En 1727, Jean Soanen réplique à son exil par son Instruction pastorale de l'évêque de Senez, dans laquelle il appelle les fidèles de son diocèse à suivre leur évêque malgré la pression qui s'exerce. On y retrouve les principaux thèmes figuristes, notamment celui du « petit nombre des défenseurs de la vérité ». Très influencée par l'abbé d'Étemare, elle est plus tard reprise, sous une forme remaniée par ses disciples Besoigne et Legros, pour servir de catéchisme à l'usage des fidèles. C'est la première fois qu'un évêque prône de manière ouverte l'idée d'une résistance minoritaire au sein de l'église.
Dès 1723, l'idée d'un concile est émise pour frapper les chefs des appelants d'abord P. de Langle, puis en 1725, Colbert de Croissy et l'évêque de Bayeux M. de Lorraine. Le cardinal Fleury, premier ministre, hésite à faire comparaître un évêque noble. Roturier d'origine et d'un activisme sans faille depuis 1713 auprès de son ami Colbert et le cardinal de Noailles, Jean Soanen est un coupable acceptable ; son Instruction pastorale de janvier 1727 le délit, objet  de la plainte du promoteur M d’Hugues. La prise de fonctions de Premier Ministre, en 1726, par Fleury, qui n’en a cependant pas le titre, amorce un régime plus répressif (plus de 40 000 lettres de cachet seront émises sous sa gouvernance).
Le prélat octogénaire est convoqué avec ses douze juges selon une procédure inusitée (lettres de cachet signées de Maurepas) pour le 16 août 1727, à Embrun.
Le concile provincial s'ouvre sous la présidence de l'archevêque local Pierre Guérin de Tencin. Le 21 septembre 1727, « L’Embrunade »  suspend Soanen de tout pouvoir et juridiction épiscopale. L’affaire Soanen entraîne à la fin de l’année 1727 la « consultation » de cinquante avocats parisiens favorables au prélat déchu, suivie par la démarche d’une douzaine d’évêques, qui prétextent un motif de pure forme pour se solidariser de Soanen. Des estampes représentent Soanen la tête entourée d’un rayon de gloire et ses persécuteurs assis sur les genoux des Jésuites.

### L’exilé de La Chaise-Dieu
Soanen quitte Embrun le 13 octobre 1727, sur ordres de la cour, pour La Chaise-Dieu. Sur le chemin, à Grenoble, il est convié par l'évêque Jean de Caulet à un déjeuner avec un autre père du « concile », Flodoard Moret de Bourchenu, évêque de Vence. À leur demande de bien vouloir oublier le passé, Soanen répond « Vous m’avez, Messieurs, brisé bras et jambes ; comment pourrais-je vous bénir ? » Soanen entame alors une abondante correspondance qu’il ne signe plus que par « Jean, évêque de Senez, prisonnier de Jésus Christ ».
Il meurt « Réappelant »   le 25 décembre 1740. Le lendemain de son décès, le père prieur vient signifier l’ordre du roi qui défend qu’on l’inhume dans l’église de l’abbaye, ouverte au public. Il est enseveli dans la chapelle du Collège, à l’entrée du sanctuaire, avec tous les honneurs dus à un évêque. Son tombeau et sa dépouille n’ont pas été retrouvés, le collège des Novices ayant été détruit et transformé en hôtel et étable. Le cœur est déposé dans l’église Saint-Josse à Paris le 30 mai 1741.

## Œuvres
- Lettres de messire Jean Soanen, évêque de Senez, Cologne, « aux dépens de la compagnie », 1750 lire en ligne le premier volume.